# Mistrovství Evropy v boxu 2011
XXXIX. mistrovství Evropy v boxu proběhlo v Ankaře, Turecko ve dnech 17. až 24. června 2011. Organizátorem turnaje mistrovství Evropy byla  European Boxing Confederation (EUBC).

## Česká stopa
Šéftrenér reprezentace: Miroslav Vrba
Na mistrovství Evropy startovali za Česko 4 boxeři:
- −56 kg: Patrik Velký (* 1993) z BC 1. Máj Karviná
- −64 kg: Zdeněk Chládek (* 1990) z SKP Sever Ústí nad Labem
- −69 kg: Robert Bilík (* 1991) z SKP Sever Ústí nad Labem
- +91 kg: Dominik Musil (* 1990) z BC DTJ Prostějov

## Výsledky
| Muži   | Zlato                 | Stříbro                   | Bronz                      | Bronz                        |
| ------ | --------------------- | ------------------------- | -------------------------- | ---------------------------- |
| –49 kg | Salman Alizada (AZE)  | Belik Galanov (RUS)       | Georgi Andonov (BUL)       | Charles Edwards (ENG)        |
| –52 kg | Andrew Selby (WAL)    | Georgij Balakšin (RUS)    | Alexandru Rîșcan (MDA)     | Vincenzo Picardi (ITA)       |
| –56 kg | Veaceslav Gojan (MDA) | Dmitriij Poljanskij (RUS) | Răzvan Andreiana (ROU)     | Furkan Memiş Ulaş (TUR)      |
| –60 kg | Fatih Keleş (TUR)     | Domenico Valentino (ITA)  | Vladimer Saruanjan (ARM)   | Volodymyr Matvijčuk (UKR)    |
| –64 kg | Raymond Moylett (IRL) | Thomas Stalker (ENG)      | Vincenzo Mangiacapre (ITA) | Gajbatulla Gadžialijev (AZE) |
| –69 kg | Freddie Evans (WAL)   | Magomed Nurutdinov (BLR)  | Adriani Vastine (FRA)      | Za'al Kvačatadze (GEO)       |
| –75 kg | Maxim Kopťakov (RUS)  | Adem Kılıçcı (TUR)        | Džaba Chositašvili (GEO)   | Dmytro Mytrofanov (UKR)      |
| –81 kg | Joseph Ward (IRL)     | Nikita Ivanov (RUS)       | Imre Szellő (HUN)          | Hrvoje Sep (CRO)             |
| –91 kg | Tejmur Mammadov (AZE) | Tervel Pulev (BUL)        | Bahram Muzaffer (TUR)      | Johann Witt (GER)            |
| +91 kg | Magomed Omarov (RUS)  | Roberto Cammarelle (ITA)  | Micheil Bachtydze (GEO)    | Mihai Nistor (ROU)           |

## Medailová bilance
V boxu se rozdělilo celkem 10 sad medailí.
| Pořadí | Stát              |       | Muži    | Muži  | Muži | Celkem |
| Pořadí | Stát              | Zlato | Stříbro | Bronz |      | Celkem |
| ------ | ----------------- | ----- | ------- | ----- | ---- | ------ |
| 1.     | Rusko (RUS)       |       | 2       | 4     | 0    | 6      |
| 2.     | Ázerbájdžán (AZE) |       | 2       | 0     | 1    | 3      |
| 3.     | Wales (WAL)       |       | 2       | 0     | 0    | 2      |
| 3.     | Irsko (IRL)       |       | 2       | 0     | 0    | 2      |
| 5.     | Turecko (TUR)     |       | 1       | 1     | 2    | 4      |
| 6.     | Moldavsko (MDA)   |       | 1       | 0     | 1    | 2      |
| 7.     | Itálie (ITA)      |       | 0       | 2     | 2    | 4      |
| 8.     | Bulharsko (BUL)   |       | 0       | 1     | 1    | 2      |
| 8.     | Anglie (ENG)      |       | 0       | 1     | 1    | 2      |
| 10.    | Bělorusko (BLR)   |       | 0       | 1     | 0    | 1      |
| 11.    | Gruzie (GEO)      |       | 0       | 0     | 3    | 3      |
| 12.    | Rumunsko (ROU)    |       | 0       | 0     | 2    | 2      |
| 12.    | Ukrajina (UKR)    |       | 0       | 0     | 2    | 2      |
| 13.    | Arménie (ARM)     |       | 0       | 0     | 1    | 1      |
| 13.    | Francie (FRA)     |       | 0       | 0     | 1    | 1      |
| 13.    | Maďarsko (HUN)    |       | 0       | 0     | 1    | 1      |
| 13.    | Německo (GER)     |       | 0       | 0     | 1    | 1      |
| 13.    | Chorvatsko (CRO)  |       | 0       | 0     | 1    | 1      |
| Celkem | Celkem            |       | 10      | 10    | 20   | 40     |